# Anna Jahodová-Kasalová
Anna Jahodová-Kasalová (23. června 1848 Cerhenice – 17. června 1917 Německý Brod) byla česká spisovatelka.

## Životopis
Anna Jahodová-Kasalová se narodila 23. června 1848 v Cerhenicích Rosálii Kasalové jako nemanželské dítě. Jejím otcem mohl být spisovatel František Jaromír Rubeš či Josef Žák. Mládí strávila u svého dědečka v Německém Brodě, kam ji matka odložila. Zajímaly ji záhady, pověsti a pohádky, které si postupně zapisovala, což budilo v tehdejších poměrech pozdvižení. V roce 1871 si vzala krejčího Josefa Jahodu. Rodinu provázely finanční potíže. I přesto Anna Kasalová občas ušetřila na knihy, někdy dokonce i na návštěvu divadla. Přispívala také do místních novin.
Její první syn, Josef Jahoda, se stal spisovatelem. Anna Jahodová onemocněla tuberkulózou, které nakonec 17. června 1917 podlehla. Na sklonku svého života (1912) uskutečnila svůj sen a postarala se o vydání svých sebraných pověstí. Pohřbena byla na Starém hřbitově v Německém Brodě. Její hrob je součástí kulturní památky České republiky kostel sv. Vojtěcha se hřbitovem.

## Dílo
- Vzpomínky na působení staré vlastenky v letech šedesátých (1901) - vzpomínka na Josefu Menšíkovou
- Pověsti a zkazky Královského města Německého Brodu a okolí (1912)

## Galerie

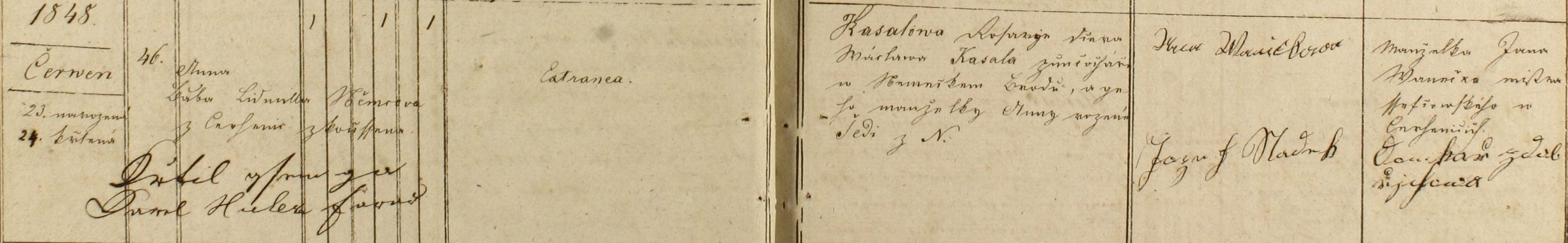
Matriční zápis o narození a křtu Anny Jahodové-Kasalové
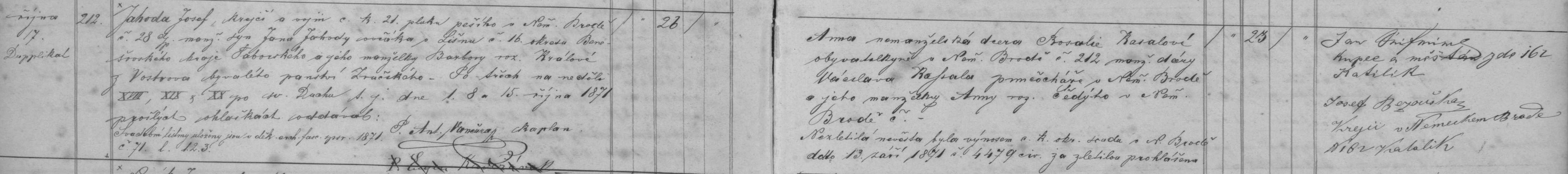
Matriční zápis o oddání Anny Jahodové-Kasalové s Josefem Jahodou
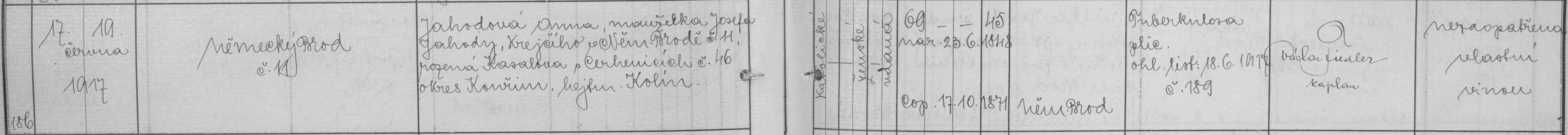
Matriční zápis o úmrtí a pohřbu Anny Jahodové-Kasalové
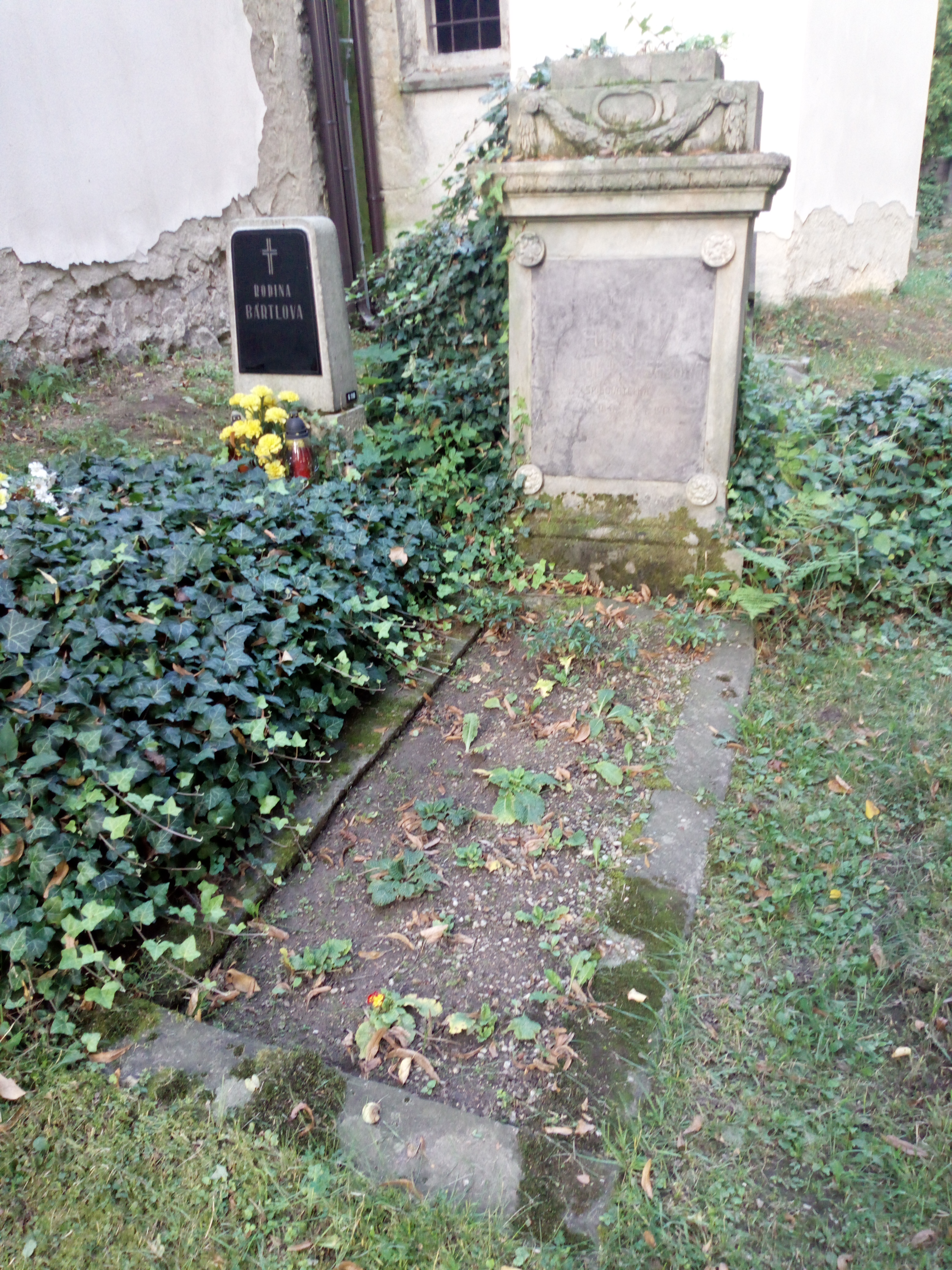
Empírový náhrobek spisovatelky Anny Jahodové - Kasalové